# Antidesma poilanei
Antidesma poilanei är en emblikaväxtart som beskrevs av François Gagnepain. Antidesma poilanei ingår i släktet Antidesma och familjen emblikaväxter. Inga underarter finns listade i Catalogue of Life.